# L.A. Confidential (roman)
Cet article concerne le livre de James Ellroy. Pour le film de Curtis Hanson, voir L.A. Confidential.
L.A. Confidential (titre original : L.A. Confidential) est un roman policier historique de James Ellroy paru aux États-Unis en 1990. C'est le troisième tome du Quatuor de Los Angeles : L.A. Confidential suit Le Grand Nulle part (1988) et précède White Jazz (1992).
Le roman est adapté au cinéma par Curtis Hanson sous le nom L.A. Confidential en 1997.

## Résumé
Nous sommes au début des années 1950. Edmund "Ed" Exley, fils du grand détective Preston Exley aujourd'hui reconverti en magnat de l'immobilier, est un policier intègre, mais aussi et surtout, un fin politique et un homme ambitieux prêt à tout pour éclipser son père. Même à s'attirer l'animosité de ses collègues en témoignant contre son service lors de l'affaire du "Noël Sanglant", un scandale de brutalité policière. 
Il s'est acquis l'inimitié de Wendell "Bud" White, un officier de police agressif qui, ayant vu son père abattre sa mère, a développé une obsession haineuse à l'égard des hommes qui maltraitent les femmes.  
Entre les deux, Jack "Poubelle" Vincennes, policier aux airs de star et conseiller technique sur une émission de télévision de la police, alimente en affaires et scoops l'Indiscret, un magazine à scandale. 
Les trois hommes doivent mettre leurs différends de côté pour élucider 6 assassinats commis au Le Hibou de Nuit, un café de la ville. L'enquête met bientôt à jour une vaste organisation criminelle dont les activités illicites, qui ont des ramifications jusqu'à Hollywood, vont de la corruption politique au trafic de l'héroïne, en passant par la pornographie, la prostitution et le racisme institutionnel.

## Quatuor de Los Angeles
L.A. Confidential s’inscrit dans une tétralogie informelle se déroulant à Los Angeles dans les années 1940-1950 :
1. Le Dahlia noir (The Black Dahlia, 1987)
2. Le Grand Nulle part (The Big Nowhere, 1988)
3. L.A. Confidential (1990)
4. White Jazz (1991)

## Adaptation
- 1997 : L.A. Confidential, film américain réalisé par Curtis Hanson, avec Kevin Spacey, Russell Crowe, Guy Pearce et Kim Basinger